# なみはや講談協会

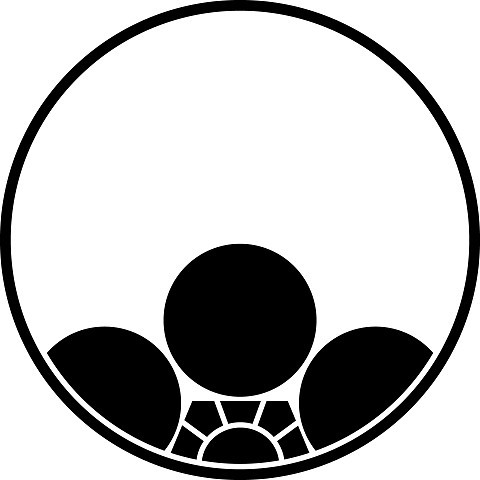
「覗き梅鉢」は旭堂一門の定紋である。

一般社団法人なみはや講談協会（なみはやこうだんきょうかい）は、旭堂南陵 (3代目)の直弟子、孫弟子が組織する講談師の一般社団法人である。三代目南陵の芸を継承し、新しい試みにも挑戦することを目的として2017年に発足した。現会長は旭堂南華。

## 沿革
2017年、旭堂南鱗以下、三代目南陵一門の講談師が上方講談協会を離脱し、なみはや講談協会を設立した。同年7月12日に第1回光照寺講談会を主催した。光照寺講談会は、2020年10月14日開催の第12回から四天王寺前夕陽ヶ丘講談会と改称し、以降、隔月ペースで定期開催されている。また、三代目南陵の命日に当たる8月17日には、南陵忌を毎年開催している。
2019年10月31日には、池袋演芸場の余一会として、「江戸初お目見え興行」を開催した。
2023年6月に一般社団法人となり、代表が旭堂南華となる。旭堂南鱗は名誉会長となった。
2023年10月2日から4日まで初代国立演芸場さよなら特別公演として行われた特別企画「国立講談三夜～講談協会・日本講談協会・なみはや講談協会 三派の会～」には協会員が出演、会長の南華は「奴の小萬（作：旭堂南海）」で最終日のトリを務めた。

## 協会員
- 旭堂南鱗（名誉会長）
- 旭堂南北
- 旭堂南華（会長）
- 旭堂南海
- 旭堂南湖
- 旭堂鱗林
- 旭堂一海

### 会友
- 旭堂左南陵